# Badminton nos Jogos Olímpicos de Verão de 2020 - Qualificação
Este artigo detalha a fase de qualificação do badminton nos Jogos Olímpicos de Verão de 2020. (As Olimpíadas foram adiadas para 2021 devido à pandemia de COVID-19). Há 172 vagas disponíveis para qualificação para o badminton nos Jogos Olímpicos de Verão de 2020. O período de qualificação durou de 29 de abril de 2019 a 25 de abril de 2021, e o  ranking da Badminton World Federation, programado para ser publicado em 15 de junho de 2021, será utilizado para alocação de vagas. As nações podem inscrever um máximo de dois homens e duas mulheres nas competições individuais se ambos estiverem no top 16 do mundo; de outra maneira, terá direito a uma vaga até que o total de 38 jogadores sejapreenchido. Regras similares também se aplicam às competições de duplas, já que os CONs (Comitês Olímpicos Nacionais) podem inscrever um máximo de duas duplas se ambas estiverem no top 8 do mundo, enquanto so CONs restantes são nomeados até que a cota de 16 duplas esteja preenchida. Em 28 de maio de 2021, a Badminton World Federation confirmou que não há mais torneios a serem disputados dentro da janela de qualificação, devido ao cancelamento ou adiamento de eventos devido à pandemia de COVID-19. De tal forma, não haverá mudanças no ranking atual até 15 de junho de 2021.

## Regras de qualificação
A qualificação para os Jogos será baseada no ranking da BWF que será publicado em 15 de junho de 2021, que será baseado em resultados conquistados nos períodos de 29 de abril de 2019 a 15 de março de 2020, e de 4 de janeiro de 2021 a 13 de junho de 2021, com um total de 16 duplas em cada evento e uma alocação inicial de 38 atletas em cada evento individual, conforme os critérios seguintes:
- Individual:
  - Ranking 1-16: Jogadores são selecionados em sequência. Um CON pode inscrever um máximo de dois atletas, contanto que estejam dentro do top 16.
  - Ranking 17 e abaixo: Jogadores são selecionados em sequência. Um CON pode inscrever um máximo de um atleta.
- Duplas:
  - Rankings 1–8: Duplas são selecionadas em sequência. Um CON pode inscrever um máximo de duas duplas, contanto que estejam dentro do top 8.
  - Rankings 9 e abaixo: Duplas são selecionadas em sequência. Um CON pode inscrever um máximo de uma dupla.

Cada uma das cinco confederações continentais terá direito a pelo menos uma entrada em cada evento individual e de duplas (chamado de Sistema de Representação Continental). Se o critério não for satisfeito pelo método de entradas descrito acima, o jogador ou a dupla de melhor ranking do respectivo continente irá qualificar. Um CON pode qualificar jogadores ou duplas em no máximo dois eventos pelo Sistema de Representação Continental; se um CON qualificar para mais de dois eventos pelo sistema, deverá escolher qual deles estará qualificado, e a vaga declinada será oferecida para o próximo jogador ou para a próxima dupla elegível.
O país-sede, Japão, tem direito a inscrever um jogador de cada gênero nos eventos individuais, porém mais de dois jogadores podem ser permitidos se eles atingirem as regras de qualificação. Enquanto isso, seis vagas estarão disponíveis para os CONs pela Comissão Tripartite, sendo três em cada evento individual. Os convites da Comissão Tripartite contam para o Sistema de Representação Continental.
Para qualquer atleta qualificado para eventos individuais e de duplas, a vaga não utilizada será alocada para o próximo atleta elegível pelo ranking de um respectivo gênero nos eventos individuais, de acordo com o ranking da BWF de 15 de junho de 2021. Isto garante que um total de 86 homens e 86 mulheres estarão qualificados, com o evento individual passando de 38 para acomodar jogadores adicionais.

## Sumário de qualificação
| CON                               | Masculino  | Masculino | Feminino   | Feminino | Mixed  | Total | Total   |
| CON                               | Individual | Duplas    | Individual | Duplas   | Duplas | Vagas | Atletas |
| --------------------------------- | ---------- | --------- | ---------- | -------- | ------ | ----- | ------- |
| GER Alemanha                      | 1          | 1         | 1          |          | 1      | 4     | 5       |
| AUS Austrália                     |            |           | 1          | 1        | 1      | 3     | 4       |
| AUT Áustria                       | 1          |           |            |          |        | 1     | 1       |
| AZE Azerbaijão                    | 1          |           |            |          |        | 1     | 1       |
| BEL Bélgica                       |            |           | 1          |          |        | 1     | 1       |
| BRA Brasil                        | 1          |           | 1          |          |        | 2     | 2       |
| BUL Bulgária                      |            |           | 1          | 1        |        | 2     | 3       |
| CAN Canadá                        | 1          | 1         | 1          | 1        | 1      | 5     | 8       |
| CHN China                         | 2          | 1         | 2          | 2        | 2      | 9     | 14      |
| KOR Coreia do Sul                 | 1          | 1         | 2          | 2        | 1      | 7     | 10      |
| DEN Dinamarca                     | 2          | 1         | 1          | 1        | 1      | 6     | 9       |
| EGY Egito                         |            |           |            | 1        | 1      | 2     | 3       |
| SVK Eslováquia                    |            |           | 1          |          |        | 1     | 1       |
| ESP Espanha                       | 1          |           | 1          |          |        | 2     | 2       |
| USA Estados Unidos                | 1          | 1         | 1          |          |        | 3     | 4       |
| EST Estônia                       | 1          |           | 1          |          |        | 2     | 2       |
| FIN Finlândia                     | 1          |           |            |          |        | 1     | 1       |
| FRA França                        | 1          |           | 1          |          | 1      | 3     | 4       |
| GBR Grã-Bretanha                  | 1          | 1         | 1          | 1        | 1      | 5     | 7       |
| GUA Guatemala                     | 1          |           | 1          |          |        | 2     | 2       |
| HKG Hong Kong                     | 1          |           | 1          |          | 1      | 3     | 4       |
| HUN Hungria                       | 1          |           | 1          |          |        | 2     | 2       |
| IND Índia                         | 1          | 1         | 1          |          |        | 3     | 4       |
| INA Indonésia                     | 2          | 2         | 1          | 1        | 1      | 7     | 11      |
| IRI Irã                           |            |           | 1          |          |        | 1     | 1       |
| IRL Irlanda                       | 1          |           |            |          |        | 1     | 1       |
| ISR Israel                        | 1          |           | 1          |          |        | 2     | 2       |
| JPN Japão                         | 2          | 2         | 2          | 2        | 1      | 9     | 13      |
| MAS Malásia                       | 1          | 1         | 1          | 1        | 1      | 5     | 8       |
| MDV Maldivas                      |            |           | 1          |          |        | 1     | 1       |
| MLT Malta                         | 1          |           |            |          |        | 1     | 1       |
| MRI Maurício                      | 1          |           |            |          |        | 1     | 1       |
| MEX México                        | 1          |           | 1          |          |        | 2     | 2       |
| MYA Mianmar                       |            |           | 1          |          |        | 1     | 1       |
| NGR Nigéria                       |            | 1         | 1          |          |        | 2     | 3       |
| NED Países Baixos                 | 1          |           |            | 1        | 1      | 3     | 4       |
| PAK Paquistão                     |            |           | 1          |          |        | 1     | 1       |
| PER Peru                          |            |           | 1          |          |        | 1     | 1       |
| RUS Rússia                        | 1          | 1         | 1          |          |        | 3     | 4       |
| SGP Singapura                     | 1          |           | 1          |          |        | 2     | 2       |
| SRI Sri Lanka                     | 1          |           |            |          |        | 1     | 1       |
| SUR Suriname                      | 1          |           |            |          |        | 1     | 1       |
| SWE Suécia                        | 1          |           |            |          |        | 1     | 1       |
| SUI Suíça                         |            |           | 1          |          |        | 1     | 1       |
| THA Tailândia                     | 1          |           | 2          | 1        | 1      | 5     | 7       |
| TPE Taipé Chinês                  | 2          | 1         | 1          |          |        | 4     | 5       |
| ROT Equipe Olímpica de Refugiados | 1          |           |            |          |        | 1     | 1       |
| TUR Turquia                       |            |           | 1          |          |        | 1     | 1       |
| UKR Ucrânia                       | 1          |           | 1          |          |        | 2     | 2       |
| VIE Vietnã                        | 1          |           | 1          |          |        | 2     | 2       |
| Total: 50 CONs                    | 42         | 16        | 43         | 16       | 16     | 133   | 173     |

## Ranking mundial
Todos os eventos foram adiados e reagendados devido à pandemia de COVID-19.

### Individual masculino
| RQ | RM  | Atleta                   | Nação                               | Nota                                  |
| -- | --- | ------------------------ | ----------------------------------- | ------------------------------------- |
| 1  | 1   | Kento Momota             | Japão (JPN)                         | Vaga continental: Ásia                |
| 2  | 2   | Chou Tien-chen           | Taipé Chinês (TPE)                  |                                       |
| 3  | 3   | Anders Antonsen          | Dinamarca (DEN)                     | Vaga continental: Europa              |
| 4  | 4   | Viktor Axelsen           | Dinamarca (DEN)                     |                                       |
| 5  | 5   | Anthony Sinisuka Ginting | Indonésia (INA)                     |                                       |
| 6  | 6   | Chen Long                | China (CHN)                         |                                       |
| 7  | 7   | Jonatan Christie         | Indonésia (INA)                     |                                       |
| 8  | 8   | Ng Ka Long               | Hong Kong (HKG)                     |                                       |
| 9  | 9   | Lee Zii Jia              | Malásia (MAS)                       |                                       |
| 10 | 10  | Wang Tzu-wei             | Taipé Chinês (TPE)                  |                                       |
| 11 | 11  | Shi Yuqi                 | China (CHN)                         |                                       |
| 12 | 12  | Kanta Tsuneyama          | Japão (JPN)                         |                                       |
| 13 | 13  | B. Sai Praneeth          | Índia (IND)                         |                                       |
| 14 | 14  | Kantaphon Wangcharoen    | Tailândia (THA)                     |                                       |
| 15 | 31  | Heo Kwang-hee            | Coreia do Sul (KOR)                 |                                       |
| 16 | 34  | Brice Leverdez           | França (FRA)                        |                                       |
| 17 | 35  | Mark Caljouw             | Países Baixos (NED)                 |                                       |
| 18 | 36  | Loh Kean Yew             | Singapura (SGP)                     |                                       |
| 19 | 43  | Brian Yang               | Canadá (CAN)                        | Vaga continental: Pan-América         |
| 20 | 44  | Pablo Abián              | Espanha (ESP)                       |                                       |
| 21 | 45  | Misha Zilberman          | Israel (ISR)                        |                                       |
| 22 | 49  | Ygor Coelho de Oliveira  | Brasil (BRA)                        |                                       |
| 23 | 52  | Toby Penty               | Grã-Bretanha (GBR)                  |                                       |
| 24 | 53  | Felix Burestedt          | Suécia (SWE)                        |                                       |
| 25 | 58  | Kevin Cordón             | Guatemala (GUA)                     |                                       |
| 26 | 60  | Nhat Nguyen              | Irlanda (IRL)                       |                                       |
| 27 | 63  | Lino Muñoz               | México (MEX)                        |                                       |
| 28 | 64  | Kalle Koljonen           | Finlândia (FIN)                     |                                       |
| 29 | 67  | Sergey Sirant            | Rússia (RUS)                        |                                       |
| 30 | 68  | Kai Schäfer              | Alemanha (GER)                      |                                       |
| 31 | 69  | Ade Resky Dwicahyo       | Azerbaijão (AZE)                    |                                       |
| 32 | 71  | Nguyễn Tiến Minh         | Vietnã (VIE)                        |                                       |
| 33 | 78  | Georges Paul             | Maurício (MRI)                      | Vaga continental: África              |
| 34 | 79  | Raul Must                | Estônia (EST)                       |                                       |
|    | 103 | Abhinav Manota           | Nova Zelândia (NZL)                 | Vaga continental: Oceania (Declinada) |
| 35 | 99  | Niluka Karunaratne       | Sri Lanka (SRI)                     | Convite tripartite                    |
| 36 | 266 | Sören Opti               | Suriname (SUR)                      | Convite tripartite                    |
| 37 | 332 | Matthew Abela            | Malta (MLT)                         | Convite tripartite                    |
| 38 | 170 | Aram Mahmoud             | Equipe Olímpica de Refugiados (ROT) | Vaga de convite                       |
| 39 | 82  | Luka Wraber              | Áustria (AUT)                       | Vaga de realocação                    |
| 40 | 84  | Artem Pochtarov          | Ucrânia (UKR)                       | Vaga de realocação                    |
| 41 | 89  | Timothy Lam              | Estados Unidos (USA)                | Vaga de realocação                    |
| 42 | 91  | Gergely Krausz           | Hungria (HUN)                       | Vaga de realocação                    |

### Individual feminino
| RQ | RM  | Atleta                         | Nação                | Nota                                |
| -- | --- | ------------------------------ | -------------------- | ----------------------------------- |
| 1  | 1   | Chen Yufei                     | China (CHN)          | Vaga continental: Ásia              |
| 2  | 2   | Tai Tzu-ying                   | Taipé Chinês (TPE)   |                                     |
| 3  | 3   | Nozomi Okuhara                 | Japão (JPN)          |                                     |
| —  | 4   | Carolina Marín                 | Espanha (ESP)        | Vaga continental: Europa (Desistiu) |
| 4  | 5   | Akane Yamaguchi                | Japão (JPN)          |                                     |
| 5  | 6   | Ratchanok Intanon              | Tailândia (THA)      |                                     |
| 6  | 7   | P. V. Sindhu                   | Índia (IND)          |                                     |
| 7  | 8   | An Se-young                    | Coreia do Sul (KOR)  |                                     |
| 8  | 9   | He Bingjiao                    | China (CHN)          |                                     |
| 9  | 10  | Michelle Li                    | Canadá (CAN)         | Vaga continental: Pan-América       |
| 10 | 12  | Busanan Ongbamrungphan         | Tailândia (THA)      |                                     |
| 11 | 14  | Beiwen Zhang                   | Estados Unidos (USA) |                                     |
| 12 | 16  | Kim Ga-eun                     | Coreia do Sul (KOR)  |                                     |
| 13 | 18  | Mia Blichfeldt                 | Dinamarca (DEN)      |                                     |
| 14 | 20  | Gregoria Mariska Tunjung       | Indonésia (INA)      |                                     |
| 15 | 23  | Evgeniya Kosetskaya            | Rússia (RUS)         |                                     |
| 16 | 25  | Yeo Jia Min                    | Singapura (SGP)      |                                     |
| 17 | 26  | Kirsty Gilmour                 | Grã-Bretanha (GBR)   |                                     |
| 18 | 27  | Soniia Cheah Su Ya             | Malásia (MAS)        |                                     |
| 19 | 29  | Neslihan Yiğit                 | Turquia (TUR)        |                                     |
| 20 | 34  | Cheung Ngan Yi                 | Hong Kong (HKG)      |                                     |
| 21 | 37  | Qi Xuefei                      | França (FRA)         |                                     |
| 22 | 41  | Yvonne Li                      | Alemanha (GER)       |                                     |
| 23 | 42  | Lianne Tan                     | Bélgica (BEL)        |                                     |
| 24 | 47  | Nguyễn Thùy Linh               | Vietnã (VIE)         |                                     |
| 25 | 50  | Sabrina Jaquet                 | Suíça (SUI)          |                                     |
| 26 | 52  | Ksenia Polikarpova             | Israel (ISR)         |                                     |
| 27 | 54  | Kristin Kuuba                  | Estônia (EST)        |                                     |
| 28 | 56  | Thet Htar Thuzar               | Mianmar (MYA)        |                                     |
| —  | 58  | Soraya de Visch Eijbergen      | Países Baixos (NED)  | Declinada                           |
| 29 | 61  | Laura Sárosi                   | Hungria (HUN)        |                                     |
| 30 | 62  | Linda Zetchiri                 | Bulgária (BUL)       |                                     |
| 31 | 63  | Chen Hsuan-yu                  | Austrália (AUS)      | Vaga continental: Oceania           |
| —  | 67  | Jordan Hart                    | Polônia (POL)        | Inelegível                          |
| —  | 68  | Airi Mikkelä                   | Finlândia (FIN)      | Declinada                           |
| 32 | 70  | Daniela Macías                 | Peru (PER)           | Vaga de realocação                  |
| 33 | 71  | Dorcas Ajoke Adesokan          | Nigéria (NGR)        | Vaga continental: África            |
| 34 | 72  | Martina Repiská                | Eslováquia (SVK)     | Vaga de realocação                  |
| 35 | 69  | Fabiana Silva                  | Brasil (BRA)         | Realocação de vaga tripartite       |
| 36 | 76  | Haramara Gaitan                | México (MEX)         |                                     |
| 37 | 121 | Mahoor Shahzad                 | Paquistão (PAK)      | Convite tripartite                  |
| 38 | 221 | Fathimath Nabaaha Abdul Razzaq | Maldivas (MDV)       | Convite tripartite                  |
| 39 | 83  | Marija Ulitina                 | Ucrânia (UKR)        | Vaga de realocação                  |
| 40 | 87  | Clara Azurmendi                | Espanha (ESP)        | Vaga de realocação                  |
| 41 | 94  | Nikté Sotomayor                | Guatemala (GUA)      | Vaga de realocação                  |
| 42 | 98  | Doha Hany                      | Egito (EGY)          | Vaga de realocação                  |
| 43 | 99  | Sorayya Aghaei                 | Irã (IRI)            | Vaga de realocação                  |

Jogadoras destacadas em vermelho não participarão das Olimpíadas 2020

### Duplas masculinas
| RQ | RM | Atletas                  | Nação                | Nota                                 |
| -- | -- | ------------------------ | -------------------- | ------------------------------------ |
| 1  | 1  | Marcus Fernaldi Gideon   | Indonésia (INA)      | Vaga continental: Ásia               |
| 1  | 1  | Kevin Sanjaya Sukamuljo  | Indonésia (INA)      | Vaga continental: Ásia               |
| 2  | 2  | Mohammad Ahsan           | Indonésia (INA)      |                                      |
| 2  | 2  | Hendra Setiawan          | Indonésia (INA)      |                                      |
| 3  | 3  | Li Junhui                | China (CHN)          |                                      |
| 3  | 3  | Liu Yuchen               | China (CHN)          |                                      |
| 4  | 4  | Hiroyuki Endo            | Japão (JPN)          |                                      |
| 4  | 4  | Yuta Watanabe            | Japão (JPN)          |                                      |
| 5  | 5  | Takeshi Kamura           | Japão (JPN)          |                                      |
| 5  | 5  | Keigo Sonoda             | Japão (JPN)          |                                      |
| 6  | 7  | Lee Yang                 | Taipé Chinês (TPE)   |                                      |
| 6  | 7  | Wang Chi-lin             | Taipé Chinês (TPE)   |                                      |
| 7  | 8  | Choi Sol-gyu             | Coreia do Sul (KOR)  |                                      |
| 7  | 8  | Seo Seung-jae            | Coreia do Sul (KOR)  |                                      |
| 8  | 9  | Satwiksairaj Rankireddy  | Índia (IND)          |                                      |
| 8  | 9  | Chirag Shetty            | Índia (IND)          |                                      |
| 9  | 10 | Aaron Chia               | Malásia (MAS)        |                                      |
| 9  | 10 | Soh Wooi Yik             | Malásia (MAS)        |                                      |
| 10 | 11 | Kim Astrup               | Dinamarca (DEN)      | Vaga continental: Europa             |
| 10 | 11 | Anders Skaarup Rasmussen | Dinamarca (DEN)      | Vaga continental: Europa             |
| 11 | 15 | Mark Lamsfuß             | Alemanha (GER)       |                                      |
| 11 | 15 | Marvin Emil Seidel       | Alemanha (GER)       |                                      |
| 12 | 18 | Vladimir Ivanov          | Rússia (RUS)         |                                      |
| 12 | 18 | Ivan Sozonov             | Rússia (RUS)         |                                      |
| —  | 19 | Marcus Ellis             | Grã-Bretanha (GBR)   | Declinou                             |
| —  | 19 | Chris Langridge          | Grã-Bretanha (GBR)   | Declinou                             |
| 13 | 25 | Ben Lane                 | Grã-Bretanha (GBR)   | Selecionada pela associação nacional |
| 13 | 25 | Sean Vendy               | Grã-Bretanha (GBR)   | Selecionada pela associação nacional |
| 14 | 32 | Jason Ho-shue            | Canadá (CAN)         | Vaga continental: Pan-América        |
| 14 | 32 | Nyl Yakura               | Canadá (CAN)         | Vaga continental: Pan-América        |
| —  | 36 | Jelle Maas               | Países Baixos (NED)  | Declinou                             |
| —  | 36 | Robin Tabeling           | Países Baixos (NED)  | Declinou                             |
| 15 | 37 | Phillip Chew             | Estados Unidos (USA) | Vaga de realocação                   |
| 15 | 37 | Ryan Chew                | Estados Unidos (USA) | Vaga de realocação                   |
| 16 | 44 | Godwin Olofua            | Nigéria (NGR)        | Vaga continental: África             |
| 16 | 44 | Anuoluwapo Juwon Opeyori | Nigéria (NGR)        | Vaga continental: África             |

### Duplas femininas
| RQ | RM | Atletas                  | Nação               | Nota                          |
| -- | -- | ------------------------ | ------------------- | ----------------------------- |
| 1  | 1  | Yuki Fukushima           | Japão (JPN)         | Vaga continental: Ásia        |
| 1  | 1  | Sayaka Hirota            | Japão (JPN)         | Vaga continental: Ásia        |
| 2  | 2  | Chen Qingchen            | China (CHN)         |                               |
| 2  | 2  | Jia Yifan                | China (CHN)         |                               |
| 3  | 3  | Mayu Matsumoto           | Japão (JPN)         |                               |
| 3  | 3  | Wakana Nagahara          | Japão (JPN)         |                               |
| 4  | 4  | Lee So-hee               | Coreia do Sul (KOR) |                               |
| 4  | 4  | Shin Seung-chan          | Coreia do Sul (KOR) |                               |
| 5  | 5  | Kim So-yeong             | Coreia do Sul (KOR) |                               |
| 5  | 5  | Kong Hee-yong            | Coreia do Sul (KOR) |                               |
| 6  | 6  | Du Yue                   | China (CHN)         |                               |
| 6  | 6  | Li Yinhui                | China (CHN)         |                               |
| 7  | 7  | Greysia Polii            | Indonésia (INA)     |                               |
| 7  | 7  | Apriyani Rahayu          | Indonésia (INA)     |                               |
| 8  | 11 | Gabriela Stoeva          | Bulgária (BUL)      | Vaga continental: Europa      |
| 8  | 11 | Stefani Stoeva           | Bulgária (BUL)      | Vaga continental: Europa      |
| 9  | 12 | Jongkolphan Kititharakul | Tailândia (THA)     |                               |
| 9  | 12 | Rawinda Prajongjai       | Tailândia (THA)     |                               |
| 10 | 14 | Chow Mei Kuan            | Malásia (MAS)       |                               |
| 10 | 14 | Lee Meng Yean            | Malásia (MAS)       |                               |
| 11 | 15 | Maiken Fruergaard        | Dinamarca (DEN)     |                               |
| 11 | 15 | Sara Thygesen            | Dinamarca (DEN)     |                               |
| 12 | 16 | Chloe Birch              | Grã-Bretanha (GBR)  |                               |
| 12 | 16 | Lauren Smith             | Grã-Bretanha (GBR)  |                               |
| 13 | 17 | Selena Piek              | Países Baixos (NED) |                               |
| 13 | 17 | Cheryl Seinen            | Países Baixos (NED) |                               |
| 14 | 18 | Rachel Honderich         | CAN Canadá          | Vaga continental: Pan-América |
| 14 | 18 | Kristen Tsai             | CAN Canadá          | Vaga continental: Pan-América |
| 15 | 23 | Setyana Mapasa           | Austrália (AUS)     | Vaga continental: Oceania     |
| 15 | 23 | Gronya Somerville        | Austrália (AUS)     | Vaga continental: Oceania     |
| 16 | 40 | Doha Hany                | Egito (EGY)         | Vaga continental: África      |
| 16 | 40 | Hadia Hosny              | Egito (EGY)         | Vaga continental: África      |

### Duplas mistas
| RQ | RM | Atletas                 | Nação               | Nota                          |
| -- | -- | ----------------------- | ------------------- | ----------------------------- |
| 1  | 1  | Zheng Siwei             | China (CHN)         | Vaga continental: Ásia        |
| 1  | 1  | Huang Yaqiong           | China (CHN)         | Vaga continental: Ásia        |
| 2  | 2  | Wang Yilü               | China (CHN)         |                               |
| 2  | 2  | Huang Dongping          | China (CHN)         |                               |
| 3  | 3  | Dechapol Puavaranukroh  | Tailândia (THA)     |                               |
| 3  | 3  | Sapsiree Taerattanachai | Tailândia (THA)     |                               |
| 4  | 4  | Praveen Jordan          | Indonésia (INA)     |                               |
| 4  | 4  | Melati Daeva Oktavianti | Indonésia (INA)     |                               |
| 5  | 5  | Yuta Watanabe           | Japão (JPN)         |                               |
| 5  | 5  | Arisa Higashino         | Japão (JPN)         |                               |
| 6  | 6  | Seo Seung-jae           | Coreia do Sul (KOR) |                               |
| 6  | 6  | Chae Yoo-jung           | Coreia do Sul (KOR) |                               |
| 7  | 7  | Chan Peng Soon          | Malásia (MAS)       |                               |
| 7  | 7  | Goh Liu Ying            | Malásia (MAS)       |                               |
| 8  | 8  | Marcus Ellis            | Grã-Bretanha (GBR)  | Vaga continental: Europa      |
| 8  | 8  | Lauren Smith            | Grã-Bretanha (GBR)  | Vaga continental: Europa      |
| 9  | 10 | Tang Chun Man           | Hong Kong (HKG)     |                               |
| 9  | 10 | Tse Ying Suet           | Hong Kong (HKG)     |                               |
| 10 | 14 | Thom Gicquel            | França (FRA)        |                               |
| 10 | 14 | Delphine Delrue         | França (FRA)        |                               |
| 11 | 15 | Robin Tabeling          | Países Baixos (NED) |                               |
| 11 | 15 | Selena Piek             | Países Baixos (NED) |                               |
| 12 | 16 | Mark Lamsfuß            | Alemanha (GER)      |                               |
| 12 | 16 | Isabel Herttrich        | Alemanha (GER)      |                               |
| 13 | 17 | Mathias Christiansen    | Dinamarca (DEN)     |                               |
| 13 | 17 | Alexandra Bøje          | Dinamarca (DEN)     |                               |
| 14 | 31 | Joshua Hurlburt-Yu      | Canadá (CAN)        | Vaga continental: Pan-América |
| 14 | 31 | Josephine Wu            | Canadá (CAN)        | Vaga continental: Pan-América |
| 15 | 44 | Adham Hatem Elgamal     | Egito (EGY)         | Vaga continental: África      |
| 15 | 44 | Doha Hany               | Egito (EGY)         | Vaga continental: África      |
| 16 | 48 | Simon Leung             | Austrália (AUS)     | Vaga continental: Oceania     |
| 16 | 48 | Gronya Somerville       | Austrália (AUS)     | Vaga continental: Oceania     |